# Cantón de Éguzon-Chantôme
El cantón de Éguzon-Chantôme era una división administrativa francesa, que estaba situada en el departamento de Indre y la región de Centro-Valle de Loira.

## Composición
El cantón estaba formado por ocho comunas:
- Baraize
- Bazaiges
- Ceaulmont
- Cuzion
- Éguzon-Chantôme
- Gargilesse-Dampierre
- Badecon-le-Pin
- Pommiers

## Supresión del cantón de Éguzon-Chantôme
En aplicación del Decreto n.º 2014-178 de 18 de febrero de 2014, el cantón de Éguzon-Chantôme fue suprimido el 22 de marzo de 2015 y sus 8 comunas pasaron a formar parte del nuevo cantón de Argenton-sur-Creuse.